# 내리만 내리마노프
내리만 캐르밸라이 내재프 오글루 내리마노프(아제르바이잔어: Nəriman Kərbəlayi Nəcəf oğlu Nərimanov, 러시아어: Нарима́н Кербелаи Наджа́ф оглы Нарима́нов 나리만 케르벨라이 나자프 오글리 나리마노프[*], 1870년 4월 14일~1925년 3월 25일)는 아제르바이잔의 볼셰비키 혁명가, 작가, 홍보가, 정치가, 정치가였다. 1920년 5월을 시작으로 겨우 1년 넘게, 내리마노프는 아제르바이잔 소비에트 사회주의 공화국 정부를 이끌었다. 그는 이후 자캅카스 사회주의 연방 소비에트 공화국의 연합 평의회 의장으로 선출되었다. 그는 또한 1922년 12월 30일부터 사망하는 날까지 소비에트 연방 중앙집행위원회의 당 위원장이었다.
바쿠에서 가장 붐비는 지하철 역들 중 하나와 아제르바이잔 전역의 거리, 공원, 홀과 함께 아제르바이잔 의과대학교는 그의 이름을 따서 지어졌다. 랜캐란구에는 그를 기리기 위해 나리마바드라는 마을이 있다. 다른 구소련 국가들(주로 러시아)에서도 그의 이름을 딴 마을들이 있다.

## 생애

### 정치 경력
1917년 10월 혁명 이후, 내리만 내리마노프는 아제르바이잔 공산당의 전신인 아제르바이잔 사회민주주의 정당인 무슬림 사회민주당의 의장이 되었다. 1918년 바쿠 코뮌의 짧은 통치 기간 동안에는 바쿠 소비에트의 일원이 되지 않았다. 그러나 그는 바쿠 소비에트에 의하여 국민 경제의 인민 위원으로 임명되었다.
바쿠 소비에트의 몰락 이후, 내리마노프는 도시를 탈출하여 아스트라한으로 탈출하여 26명의 바쿠 위원회의 암울한 운명을 피했다. 그는 그곳에서 러시아 소비에트 연방 사회주의 공화국의 인민 외교 위원회 근동 부서의 책임자로 임명되었고, 후에 국가 사무 위원회의 인민 위원회 부위원장으로 자리를 옮겼다. 내리마노프는 연방 소비에트 구조 내에서 국가 자치의 옹호자였으며 1919년 7월 정치국이 아제르바이잔을 독립 소비에트 공화국으로 인정하기로 결정하는 데 중요한 역할을 한 것으로 널리 간주되었다.
1920년, 내리마노프는 아제르바이잔 혁명 위원회의 의장으로 임명되었고, 얼마 지나지 않아 아제르바이잔 소비에트 사회주의 공화국의 인민 위원회 위원장으로 임명되었다. 1922년 4월과 5월, 그는 소련 대표단의 일원으로서 제노바 회의에 참가했다. 1922년, 그는 자캅카스 사회주의 연방 소비에트 공화국의 연합 평의회 의장으로 선출되었다. 1922년 12월 30일, 소련 중앙 집행위원회의 첫 회의는 내리마노프를 소련 중앙 집행위원회의 네 명의 위원장 중 한 명으로 선출했다.
1923년 4월, 내리마노프는 러시아 볼셰비키 공산당의 중앙위원회 후보로 선출되었다. 카리스마 있는 온건한 민족주의자는 남캅카스에서 공산당을 이끌었던 이오시프 스탈린의 측근 세르고 오르조니키제와 충돌했다. 이 분쟁의 결과로, 오르조니키제는 내리마노프를 캅카스에서 제거하기 위해 모스크바의 직위로 이동시켰다.

### 사망
1925년 3월 19일 심장마비로 사망한 내리마노프는 사망 당시 54세였다. 그는 모스크바 붉은 광장에 있는 크렘린 성벽의 7번 공동묘지에 묻혔다.
레프 트로츠키는 내리마노프의 죽음을 레닌의 죽음 다음으로 동양 세계에서 가장 큰 손실이라고 불렀다. 세르고 오르조니키제는 내리마노프를 "동양에서 우리 당의 가장 위대한 대표자"라고 묘사했다.
1930년대 후반의 대숙청 기간 동안, 내리마노프는 민족주의 주장으로 다른 모든 훔메트 회원들과 함께 사후에 비난을 받았다. 이 행동은 1953년 이오시프 스탈린의 사망에 따른 자유화와 내리마노프가 아제르바이잔 공산주의 역사에서 다시 한 번 주도적인 인물로 칭송받으면서 역전되었지만, 1959년 공식적인 CPSU 정책은 여전히 내리마노프의 역할을 경시하고 아제르바이잔 맥락 내에서 쇼미안의 역할을 강조했다. 내리마노프가 조국에서 완전히 회복된 것은 1972년이었다.